# La Femme au divan noir
La Femme au divan noir est un tableau réalisé par le peintre français Jean-Jacques Henner en 1865. Cette huile sur toile représente une femme nue couchée sur un divan noir, son bras droit derrière sa tête. Exposée à Paris au Salon de 1869 puis à l'Exposition universelle de 1878, l'œuvre appartient à la Société industrielle de Mulhouse. Elle se trouve en dépôt au musée des Beaux-Arts de Mulhouse, à Mulhouse, dans le Haut-Rhin. Une version de bien plus petite taille se trouve au musée national Jean-Jacques-Henner, à Paris.